# (73652) 1981 EN3
(73652) 1981 EN3 – planetoida z pasa głównego asteroid okrążająca Słońce w ciągu 3,93 lat w średniej odległości 2,49 j.a. Odkryta 2 marca 1981 roku.